# 盧乾元
卢乾元，字万资，湖廣漢陽縣人，清朝政治人物。

## 生平
順治十六年，登己亥科進士，改庶吉士，历官工部员外郎。有《世清堂集》。